# 堺市立大仙小学校
堺市立大仙小学校（さかいしりつ だいせん しょうがっこう）は、大阪府堺市堺区にある公立小学校。
大仙公園の西隣に位置し、大仙古墳（大山古墳、伝・仁徳天皇陵）の周辺を校区としている。学校名も大仙古墳に由来している。
校区内にある大阪府立堺支援学校・堺市立百舌鳥支援学校分校との交流の取り組みをおこなっている。

## 沿革
現在の校区にあたる地域は1950年当時、堺市立神石小学校・堺市立榎小学校・堺市立安井小学校・堺市立少林寺小学校の校区となっていた。当時市営住宅が建設されるなどして地域人口が増加し、それに伴い児童数も増加傾向にあった。
そのため4校の校区の一部を再編した新設校「堺市立旭丘小学校（仮称）」を設置することになった。校地候補は数ヶ所あったが、耳原町1221番地の現在地に決定し、1950年3月に校地を買収した。1950年5月より工事が始まり、同年10月27日に第一期工事が完成した。
1950年11月17日、校区内在住の1-3年生の児童が4校より転入して教育活動が始まった。

### 年表
- 1950年3月 - 堺市耳原町1221番地（現在地・当時の住所表示）を、堺市立旭丘小学校（仮称）校地として買収。
- 1950年5月 - 建設工事を開始。
- 1950年8月31日 - 堺市立大仙小学校の校名が決定。
- 1950年10月27日 - 校舎竣工（この日を創立記念日とする）。
- 1950年11月17日 - 堺市立大仙小学校として開校。
- 1965年10月25日 - 校歌制定（創立15周年記念事業）。
- 1967年5月9日 - 文部省から理科教育の研究校に指定される。
- 1977年 - 校区変更。百舌鳥夕雲町1-3丁、東上野芝町1丁を校区に編入。
- 2000年 - 創立50周年記念式典挙行。

## 通学区域
- 堺市堺区 旭ヶ丘北町、旭ヶ丘中町、旭ヶ丘南町、一条通（一部）、二条通（一部）、三条通（一部）、四条通（一部）、五条通（一部）、六条通（一部）、七条通（一部）、大仙町、大仙中町、東上野芝町1丁、緑ヶ丘北町、緑ヶ丘中町1丁（一部）、緑ヶ丘中町2丁（一部）、緑ヶ丘中町3丁（一部）、緑ヶ丘中町4丁（一部）、百舌鳥夕雲町、陵西通（一部）。

卒業生は基本的に堺市立旭中学校に進学する。

## 交通
- 阪和線 百舌鳥駅 西へ約1.2km。
- 南海バス 工業学校前バス停、大仙町バス停。